# Stazione meteorologica di Agnone
La stazione meteorologica di Agnone è la stazione meteorologica di riferimento per la località di Agnone.

## Coordinate geografiche
La stazione meteo si trova nell'Italia meridionale, in Molise, in provincia di Isernia, nel comune di Agnone, a 806 metri s.l.m. e alle coordinate geografiche 41°48′N 14°22′E.

## Dati climatologici
In base alla media trentennale di riferimento 1961-1990, la temperatura media del mese più freddo, gennaio, si attesta a +3,5 °C; quella del mese più caldo, agosto, è di +22,0 °C  .
| Agnone             | Mesi | Mesi | Mesi | Mesi | Mesi | Mesi | Mesi | Mesi | Mesi | Mesi | Mesi | Mesi | Stagioni | Stagioni | Stagioni | Stagioni | Anno |
| Agnone             | Gen  | Feb  | Mar  | Apr  | Mag  | Giu  | Lug  | Ago  | Set  | Ott  | Nov  | Dic  | Inv      | Pri      | Est      | Aut      | Anno |
| ------------------ | ---- | ---- | ---- | ---- | ---- | ---- | ---- | ---- | ---- | ---- | ---- | ---- | -------- | -------- | -------- | -------- | ---- |
| T. max. media (°C) | 5,8  | 7,1  | 9,7  | 14,2 | 18,9 | 23,1 | 26,3 | 26,7 | 22,5 | 16,7 | 11,2 | 8,1  | 7,0      | 14,3     | 25,4     | 16,8     | 15,9 |
| T. min. media (°C) | 1,2  | 1,5  | 3,5  | 6,8  | 10,9 | 14,8 | 17,0 | 17,4 | 14,5 | 10,1 | 6,3  | 3,2  | 2,0      | 7,1      | 16,4     | 10,3     | 8,9  |